# نیوئینگتون، سوویل
نیوئینگتون (به انگلیسی: Newington) یک روستا و محله مدنی در بریتانیا است که در Swale واقع شده‌است. نیوئینگتون ۲٬۵۵۱ نفر جمعیت دارد.